# COSAG

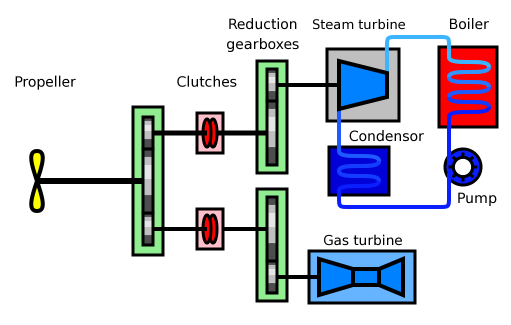

COSAG (англ. Combined Steam and Gas,  Комбіновані пара та газ) - тип комбінованої морської енергетичної установки для кораблів, яка складаються з газової та парової турбін.
У цій системі коробка передач дозволяє як окрему роботу парової чи газової турбіни, так і їх одночасну роботу. Зазвичай для руху із крейсерською швидкістю використовується парова турбіна, а для прискорення та руху з максимальною швидкістю долучається газова турбіна.
Система «COSAG» використовувалась на есмінцях типу «Каунті», фрегатах типу «Трайбл», також на іспанському авіаносці «Дедало»